# Monika Niederstätter
Monika Niederstätter (* 2. März 1974 in Meran) ist eine ehemalige italienische Leichtathletin, die im 400-Meter-Hürdenlauf antrat. Bei Mittelmeerspielen gewann sie einmal Silber und einmal Bronze.

## Sportliche Karriere
Monika Niederstätter trat für die Gruppo Sportivo Forestale an, die Sportabteilung des Corpo Forestale dello Stato. Von 1998 bis 2003 war sie sechsmal in Folge italienische Meisterin über 400 Meter Hürden.
1998 bei den Europameisterschaften in Budapest schied Niederstätter in den Vorläufen über 400 Meter Hürden mit der 14. Zeit aus. In der 4-mal-400-Meter-Staffel wurde sie nur im Vorlauf eingesetzt. 1999 bei der Universiade in Palma de Mallorca belegte sie den sechsten Platz über 400 Meter Hürden. Sechs Wochen später bei den Weltmeisterschaften in Sevilla lief sie im Vorlauf über 400 Meter Hürden 55,10 Sekunden, diese Zeit konnte sie im Vorlauf ihrer Karriere nicht mehr unterbieten. Im Zwischenlauf schied sie in 55,57 Sekunden aus. Die 4-mal-400-Meter-Staffel mit Virna De Angeli, Patrizia Spuri, Francesca Carbone und Monika Niederstätter lief im Finale auf den achten Platz. Bei den Olympischen Spielen 2000 in Sydney trat Monika Niederstätter nur über 400 Meter Hürden an und schied in den Vorläufen aus.
2001 bei den Weltmeisterschaften in Edmonton lief Niederstätter bis ins Halbfinale über 400 Meter Hürden. Bei der Universiade in Peking erreichte sie das Finale und belegte den achten Platz. Elf Tage später lief Niederstätter im Finale der Mittelmeerspiele in Tunis auf den zweiten Platz hinter der Französin Sylvanie Morandais. 2002 bei den Europameisterschaften in München wurde Niederstätter in 56,34 Sekunden Vierte, 0,16 Sekunden hinter der Drittplatzierten. Im September 2002 siegte Niederstätter in 56,27 Sekunden bei den Militärweltmeisterschaften. 2003 bei den Weltmeisterschaften in Paris/Saint-Denis schied Niederstätter sowohl über 400 Meter Hürden als auch mit der 4-mal-400-Meter-Staffel im Vorlauf aus. Auch 2004 bei den Olympischen Spielen in Athen kam Niederstätter nicht über den Vorlauf des 400-Meter-Hürdenlaufs hinaus. Im Juni 2005 erreichte Niederstätter das Finale bei den Mittelmeerspielen in Almería und erlief die Bronzemedaille hinter ihrer Landsfrau Benedetta Ceccarelli und der Spanierin Cora Olivero. Sechs Wochen später bei den Weltmeisterschaften in Helsinki erreichte Niederstätter das Halbfinale.